# 次課・長州の力旅
『次課・長州の力旅』（じかちょうしゅうのちからたび）は、BSフジで不定期に放送されている番組である。

## 概要
- 次長課長と長州力が、街を探索しながら日常に潜む様々なモノの魅力を学ぶ[1]。
- 普段なら気にも留めないモノにほとばしる情熱を注ぐマニアたちの案内で、各ジャンルの「聖地」を散策。よくある散歩番組とは一線を画し、ベタな観光スポットには、立ち寄らず、その道のマニアたちと共に新たな目線で街ブラを楽しむ。マニアの情熱に圧倒されながらも、徐々にその熱にはまっていく3人の姿の姿は必見。人を強く魅了する熱き力を体感するアカデミックバラエティである[1]。
- スローガンは、「ありふれた日常を見直すキッカケに…」
- マニアたちの様々なモノの教えを教わった後に長州が、川柳で締めるのがお約束である。
- 放送時間はおおむね18:00～18:55であったが、2022年5月8日放送分より21:00～21:55に移動。ただし、土・日曜に放送される場合は放送時間が異なる場合がある。
- 2022年7月20日（水曜）2:45～3:45（火曜深夜26:45～27:45）にはフジテレビでも放送された[2]。

## 出演者
- 次長課長（河本準一・井上聡）
- 長州力

## ゲスト
- 長州小力 (#3)
- 獣神サンダー・ライガー (#7)
- 武藤敬司 (#7)

## 放送リスト
1. 2018年6月1日　狛犬力を学ぶ浅草の旅/電線力の学ぶ新宿の旅
2. 2018年6月15日　室外機力を学ぶ新宿の旅/マンホール力を学ぶ竹の塚の旅
3. 2018年6月22日　高架下建築力を学ぶ浅草橋の旅/角打ちを学ぶ学ぶ浅草・神楽坂の旅
4. 2018年10月11日　パイロン力を学ぶ港区・赤坂の旅/踏切力を学ぶ東京・下町の旅
5. 2018年10月18日　1号店マニア力を学ぶ渋谷の旅/エスカレーター力を学ぶ横浜・川崎の旅
6. 2018年10月25日　銅像力を学ぶ上野公園の旅/酒場開拓力を学ぶ沼袋の旅
7. 2019年6月20日　外国人街力を学ぶ錦糸町の旅/トイレ力を学ぶ吉祥寺の旅/水路力を学ぶ東京の旅/駄菓子屋さんゲームを学ぶ板橋の旅
8. 2019年6月27日　トイレ力を学ぶの旅/富士そば力を学ぶの旅
9. 2019年11月7日　古墳力を学ぶ埼玉・行田の旅/試し書き力を学ぶ新宿の旅
10. 2019年11月14日　野食力を学ぶ神奈川・二子新地の旅/お寺の掲示板力を学ぶ妙円寺の旅
11. 2020年4月18日　いなり寿司力を学ぶ赤坂・六本木の旅/ボードゲーム力を学ぶすごろくやの旅[3]
12. 2020年10月10日　ジェットコースター力を学ぶよみうりランドの旅/怪奇事件力を学ぶ長善寺の旅[4]
13. 2020年11月15日　輸入菓子力を学ぶ東京・上野の旅/サメ映画力を学ぶしながわ水族館の旅
14. 2020年11月22日　渋谷駅力を学ぶ渋谷の旅/昭和家電力を学ぶ竹の塚の旅[5]
15. 2020年11月29日　透かしブロック力を学ぶ豊島区・雑司が谷の旅/へボコン力を学ぶタミヤ新橋店の旅
16. 2021年7月17日　ゆで太郎力を学ぶ品川区・五反田の旅/動物園動画力を学ぶECO海洋動物専門学校の旅
17. 2021年8月2日　駄菓子屋さん力を学ぶ足立区の旅/世界の珍楽器力を学ぶ浅草・ジャパン・パーカッション・センターの旅
18. 2021年9月18日　キャラ濃すぎマニア大集合SP
19. 2022年6月24日　マンボウ力を学ぶ横浜・八景島シーパラダイスの旅/ご当地ヒーロー力を学ぶ旅
20. 2022年7月20日　キャンピングカー力を学ぶ旅/牛乳力を学ぶ旅
21. 2022年8月26日　Googleマップ力を学ぶ旅/鳩時計力を学ぶ旅
22. 2023年5月20日　船でディープな東京水路探訪/名作シーン傑作選
23. 2023年6月18日　ガチャガチャ力を学ぶ旅/花火力を学ぶ旅
24. 2023年7月25日　クレーンゲーム力を学ぶ旅/塩力を学ぶ旅

## エピソード
- 毎回長州が、色んな事に対してアンドレ・ザ・ジャイアントで例えるのが、お決まりであった。総集編では総まとめにして放送し、例えから「抱腹絶倒」のアンドレの実像に迫った[1]。

## スタッフ
- ナレーション：石井しおり
- 企画・編成：谷口大二・福永周晃
- 構成：池谷勇太
- AP：荻野好美
- ディレクター：星啓大・深海真吾
- 演出：清水悠貴
- プロデューサー：小沢英治
- 監修：丸林徳昭
- 制作協力：ディ・コンプレックス
- 制作著作：BSフジ